# Mamcia Dwa Buty
Mamcia Dwa Buty – postać z serialu animowanego Tom i Jerry, właścicielka kota Toma.

## Opis postaci
Jest profesjonalną gosposią. Lubi myć podłogę, zamiatać i wycierać kurze. Boi się Jerry’ego i chce, żeby Tom go złapał. Gdy Tom robi szkody, wyrzuca go z domu. Nie lubi, gdy Tom coś tłucze albo podkrada z lodówki.
Po raz ostatni wystąpiła w odcinku Automatyczny kot z 1952 roku. Nie pojawiła się w późniejszych odcinkach w wyniku skarg Krajowego Stowarzyszenia na rzecz Popierania Ludności Kolorowej (NAACP).

## Osobowość
Jest pokazana jako starsza ciemnoskóra kobieta. W serii Całkiem nowe przygody Toma i Jerry’ego pojawia się jako Pani Dwa Buty. Jej głowa jest rzadko widoczna. W polskiej wersji serialu Tom i Jerry głosu Mamci użyczyła Teresa Lipowska, aktorka znana z serialu „M jak miłość”.